# Підгорне (Ніколаєвський район)
Підго́рне (рос. Подгорное) — село у складі Ніколаєвського району Хабаровського краю, Росія. Входить до складу Константиновського сільського поселення.

## Населення
Населення — 16 осіб (2010; 21 у 2002).
Національний склад (станом на 2002 рік):
- росіяни — 95 %